# Olafr Havrevold

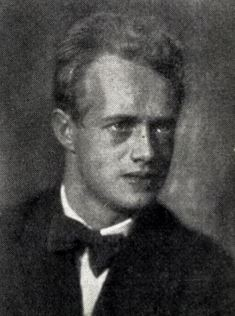

Olafr Havrevold, född 26 maj 1895 i Kristiania, död 11 juni 1972 i Oslo, var en norsk skådespelare.

## Karriär
Havrevold var utbildad kemiingenjör. Han debuterade 1922 på Intimteatret i Frank Wedekinds Vårbrytning. Mellan 1923 och 1965 var han anställd vid Nationaltheatret, där han var en av de ledande krafterna. Med lyrisk begeistring spelade han romantiska roller som Falk i Henrik Ibsen Kærlighedens komedie, samtidigt som han utvecklades till en betydande karaktärsskådespelare med fin psykologisk inlevelseförmåga. Detta gäller särskilt hans moderna människoskildringar: Orin i Eugene O'Neills Klaga månde Elektra och Den trette i  Johan Borgens Mens vi venter, för vilken han tilldelades Kritikerprisen. Bland hans inträngande människoskildringar efter 1945 märks Garcin i Jean-Paul Sartres Lyckta dörrar och Jim Tyrone i Eugene O'Neills En måne för de olycksfödda.
Han gjorde regidebut 1948 med Alex Brinchmanns Løgnen og lykken. I Radioteatret var han en bärande kraft. Här skapade han bland annat en stor tragisk figur av Julian i Ibsens Kejsare och galiléer våren 1956. I Fjernsynsteatret spelade han den blinde fadern i Sławomir Mrożeks Karl.

## Familj
Olafr Havrevold var bror till Odd och Finn Havrevold. Han var gift två gånger, först med skådespelerskan Unni Torkildsen, andra gången 1934 med skådespelerskan Gøril Egede-Nissen, och var senare sambo med skådespelerskan Liv Strømsted.

## Filmografi (urval)
- 1924 – Til sæters
- 1925 – Fager er lien
- 1959 – Jakten (berättarröst)
- 1961 – Hans Nielsen Hauge